# جيمس دبليو. روبنسون
جيمس دبليو. روبنسون (بالإنجليزية: James W. Robinson)‏ هو سياسي أمريكي، ولد في 1791، وتوفي في 1857 في سان دييغو في الولايات المتحدة. انتخب نائب حاكم تكساس ‏.